# EXOSC3
EXOSC3 (англ. Exosome component 3) – білок, який кодується однойменним геном, розташованим у людей на короткому плечі 9-ї хромосоми. Довжина поліпептидного ланцюга білка становить 275 амінокислот, а молекулярна маса — 29 572.
| 10         |  | 20         |  | 30         |  | 40         |  | 50         |
| ---------- |  | ---------- |  | ---------- |  | ---------- |  | ---------- |
| MAEPASVAAE |  | SLAGSRARAA |  | RTVLGQVVLP |  | GEELLLPEQE |  | DAEGPGGAVE |
| RPLSLNARAC |  | SRVRVVCGPG |  | LRRCGDRLLV |  | TKCGRLRHKE |  | PGSGSGGGVY |
| WVDSQQKRYV |  | PVKGDHVIGI |  | VTAKSGDIFK |  | VDVGGSEPAS |  | LSYLSFEGAT |
| KRNRPNVQVG |  | DLIYGQFVVA |  | NKDMEPEMVC |  | IDSCGRANGM |  | GVIGQDGLLF |
| KVTLGLIRKL |  | LAPDCEIIQE |  | VGKLYPLEIV |  | FGMNGRIWVK |  | AKTIQQTLIL |
| ANILEACEHM |  | TSDQRKQIFS |  | RLAES      |  |            |  |            |

A: Аланін

C: Цистеїн

D: Аспарагінова кислота

E: Глутамінова кислота

F: Фенілаланін

G: Гліцин

H: Гістидин

I: Ізолейцин

K: Лізин

L: Лейцин

M: Метіонін

N: Аспарагін

P: Пролін

Q: Глутамін

R: Аргінін

S: Серин

T: Треонін

V: Валін

W: Триптофан

Задіяний у таких біологічних процесах, як процесінг рРНК, ацетилювання, альтернативний сплайсинг. 
Білок має сайт для зв'язування з РНК. 
Локалізований у цитоплазмі, ядрі, екзосомі.